# Viña Pampa
Viña Pampa ist eine Ortschaft im Departamento Potosí im südamerikanischen Andenstaat Bolivien.

## Lage im Nahraum
Viña Pampa ist siebtgrößter Ort des Kanton Millares im Municipio Betanzos in der Provinz Cornelio Saavedra. Die Ortschaft liegt auf einer Höhe von 2244 m am rechten, südlichen Ufer des Río Pilcomayo an der Mündung des Río Viña Pampa.

## Geographie
Viña Pampa liegt zwischen dem bolivianischen Altiplano im Westen und der Cordillera Central im Osten. Das Klima der Region ist ein typisches Tageszeitenklima, bei dem die Temperaturschwankungen im Tagesverlauf stärker ausfallen als im Jahresverlauf.
Die Jahresdurchschnittstemperatur hier am Río Pilcomayo beträgt etwa 11 °C (siehe Klimadiagramm Tasapampa), die Monatswerte schwanken nur unwesentlich zwischen 7 °C im Juli und 12 bis 13 °C von Oktober bis März. Die jährliche Niederschlagsmenge liegt bei knapp 500 mm, die Monate April bis Oktober sind arid mit Monatswerten unter 25 mm, nur im Januar wird im langjährigen Mittel ein Niederschlag von 100 mm erreicht.

## Verkehrsnetz
Viña Pampa liegt in einer Entfernung von 50 Straßenkilometern südlich von Sucre, der Hauptstadt des benachbarten Departamento Chuquisaca.
Durch Sucre führt die 900 Kilometer lange Nationalstraße Ruta 5, die vom bolivianischen Tiefland über Sucre und Potosí zur chilenischen Grenze im Westen führt. Von Sucre aus Richtung Potosí überquert die Straße bei Viña Pampa den Río Pilcomayo, und nach zwei Kilometern zweigt eine unbefestigte Straße von der Ruta 5 nach rechts ab, um nach wenigen hundert Metern die unterhalb der Straße am Río Viña Pampa gelegene Ortschaft zu erreichen.

## Bevölkerung
Die Einwohnerzahl der Ortschaft ist im vergangenen Jahrzehnt deutlich angestiegen:
| Jahr | Einwohner         | Quelle       |
| ---- | ----------------- | ------------ |
| 1992 | keine Detaildaten | Volkszählung |
| 2001 | 163               | Volkszählung |
| 2012 | 218               | Volkszählung |
| 2024 |                   | Volkszählung |

Die Region weist einen hohen Anteil an Quechua-Bevölkerung auf, im Municipio Betanzos sprechen 77 Prozent der Bevölkerung die Quechua-Sprache.